# エリカ・ブラン
エリカ・ブラン（Erika Blanc  1942年7月23日-）はイタリア中心に活躍したB級女優である。
別名Erica Bianchi, Erika Bianchi, Erica Blanc, Arika Blanck, Enrica Maria Colombatto, Diana Sullivan。また時々エリカ・ブランクと表記される事もある。

## 概説
60年代から70年代中心にマカロニ・ウェスタンやB級映画を中心に出演していた。初期の頃は清楚なヒロインの役を演じていたが、次第にミステリアスな美女や悪女めいた役、汚れ役などをこなすようになり、70年代に入ってからはホラー映画やジャーロ映画で活躍する事が多くなった。80年代に入ってからは舞台に拠点を移した。

## 人物・来歴
イタリアロンバルディア地方ブレシア生まれ。本名:エンリカ・ビアンキーニ・コロンバート。高校生の頃に広告モデルとして芸能界デビューする。その後雑誌の編集部の仕事に携わり、ブルーノ・ガブッロという映画の撮影スタッフ（後の映画監督）と結婚する。その後モデルの仕事をこなしていたが、路上で映画関係者の目に止まり、『秘密指令アトランティス/地下組織を破壊せよ』('65)の女スパイ役で本格的に映画デビューを果たす。この時は何度も改名を繰り返していたという。

## 私生活
1962年に映画監督ブルーノ・ガブッロ(Bruno Gaburro) と結婚し、一女をもうけるが、1977年に離婚した。娘バーバラ・ブラン(Barbara Blanc) は女優になった。
俳優でテレビ司会者のアルベルト・リオネロ(Alberto Lionello) とは1978年から彼が亡くなる1994年までパートナーだった。

## 出演作
- 無邪気な妖精たち Le fate ignoranti (2001)
- ボディ・パズル Body Puzzle (1992)<未>
- 真・西部ドラゴン伝 El kárate, el Colt y el impostor (1974)<未>
- セックス・トライアングル/地下監禁人妻の異常体験 El juego del adulterio (1973)<未>
- 淫虐地獄 La plus longue nuit du diable (1971)<未>
- 甘く危険な女 Così dolce... così perversa (1969)<未>
- アマン・フォー・エマニュエル Io, Emmanuelle (1969)<未>
- 情無用の復讐 La vendetta è il mio perdono (1969)<未>
- 枯葉の街 Summit (1968)
- 虹に立つガンマン Spara, Gringo, spara (1968)<未>
- 地獄のノルマンディ Testa di sbarco per otto implacabili (1968)<未>
- 新・黄金の七人 7×7 Sette volte sette (1968)
- 美女もイチコロ凄い奴 Feuer frei auf Frankie (1967)<未>
- 海底決戦隊 Cifrato speciale (1966)
- ゴールド7/地獄のデッドライン Tecnica di una spia (1966)
- 復讐のジャンゴ・岩山の決闘 Django spara per primo (1966)<未>
- 呪いの館 Operazione paura (1966)
- 殺人秘密指令 Le spie uccidono in silenzio (1966)<未>
- 秘密指令アトランティス/地下組織を破壊せよ! Agente S 03: Operazione Atlantide (1965)<未>